# Henri Debiez
Henri Debiez, né à Aime le 9 juin 1920 et Mort pour la France à Genas le 12 juillet 1944, est un résistant français, compagnon de la Libération à titre posthume par décret du 20 janvier 1946. Jeune étudiant engagé dans la résistance intérieure française au sein de la région R1 (Rhône-Alpes), il occupe d'importantes fonctions à la tête de différents mouvements de jeunesse avant d'être arrêté et fusillé par les Allemands.

## Biographie

### Jeunesse
Henri Debiez naît le 9 juin 1920 à Aime en Savoie, d'un père ingénieur aux charbonnages de France. À 19 ans, il commence des études à l'institut électrotechnique de Grenoble.

### Seconde Guerre mondiale
Toujours étudiant à Grenoble en 1941, il décide d'entrer en résistance et entre dans le mouvement Combat dans lequel il devient l'adjoint du responsable départemental de l'Isère. Recrutant parmi ses camarades étudiants, il parvient à former des groupes francs comptant près d'un millier de jeunes et, à leur tête, réalise des actions de sabotage contre des ouvrages militaires. Directeur départemental des Forces Unies de la Jeunesse (FUJ) en février 1942, il en prend la direction régionale à Lyon en juillet 1943. Il regroupe alors tous les mouvements de jeunesse de la région Rhône-Alpes (R1).
Membre des Mouvements unis de la Résistance (MUR) après la fusion de Combat avec les groupes Libération et Franc-Tireur, il est nommé chef régional de la jeunesse des MUR à la fin de l'année 1943 ainsi que des Forces unies de la jeunesse patriotique. Avec ces mouvements, il poursuit ses activités de sabotage et crée un journal clandestin, Jeune combattant. Prenant de plus en plus d'importance dans la région R1, il intègre les forces françaises de l'intérieur (FFI) au début de l'année 1944 et supervise la mise en place de maquis dans l'Ain puis, le 25 mai suivant, devient l'un des membres du comité directeur national des jeunes des mouvements unis de la résistance.
Il est arrêté par la Gestapo le 8 juillet 1944, lors d'une  réunion  avec 5 autres dirigeants des FUJ, cours Gambetta au domicile de Jeannette Tavernier. Emprisonné à la prison Montluc, il est torturé mais ne livre aucun de ses secrets. Le 12 juillet 1944, en compagnie de 21 de ses camarades, il est fusillé à Genas, près de Lyon. Inhumé à Nyons, dans la Drôme, son action au sein des FFI lui vaut d'être homologué au grade de capitaine le 12 décembre 1945.

## Décorations
|  |  |  |  |  |  |
|  |  |  |  |  |  |

| Chevalier de la Légion d'honneur                 | Chevalier de la Légion d'honneur | Compagnon de la Libération | Compagnon de la Libération | Croix de guerre 1939-1945 Avec une palme et une étoile | Croix de guerre 1939-1945 Avec une palme et une étoile |
| Médaille de la Résistance française Avec rosette |                                  |                            |                            |                                                        |                                                        |

## Hommages
- À Nyons, une rue a été baptisée en son honneur[7].
- À Genas, sur le lieu de son exécution, son nom figure sur une stèle commémorative[8].
- Son nom est inscrit sur une plaque commémorative à l'institut polytechnique de Grenoble[9].
- À Lyon, son nom est inscrit sur une plaque rendant hommage aux forces unies de la jeunesse[10].
- À Peypin, son nom figure sur un monument commémoratif[11].